# Quibuie
Quibuie (em inglês: Kibuye) é uma cidade da Ruanda situada na província (intara) do Oeste. Segundo censo de 2012, havia 12 325 habitantes.